# Fleischreifung

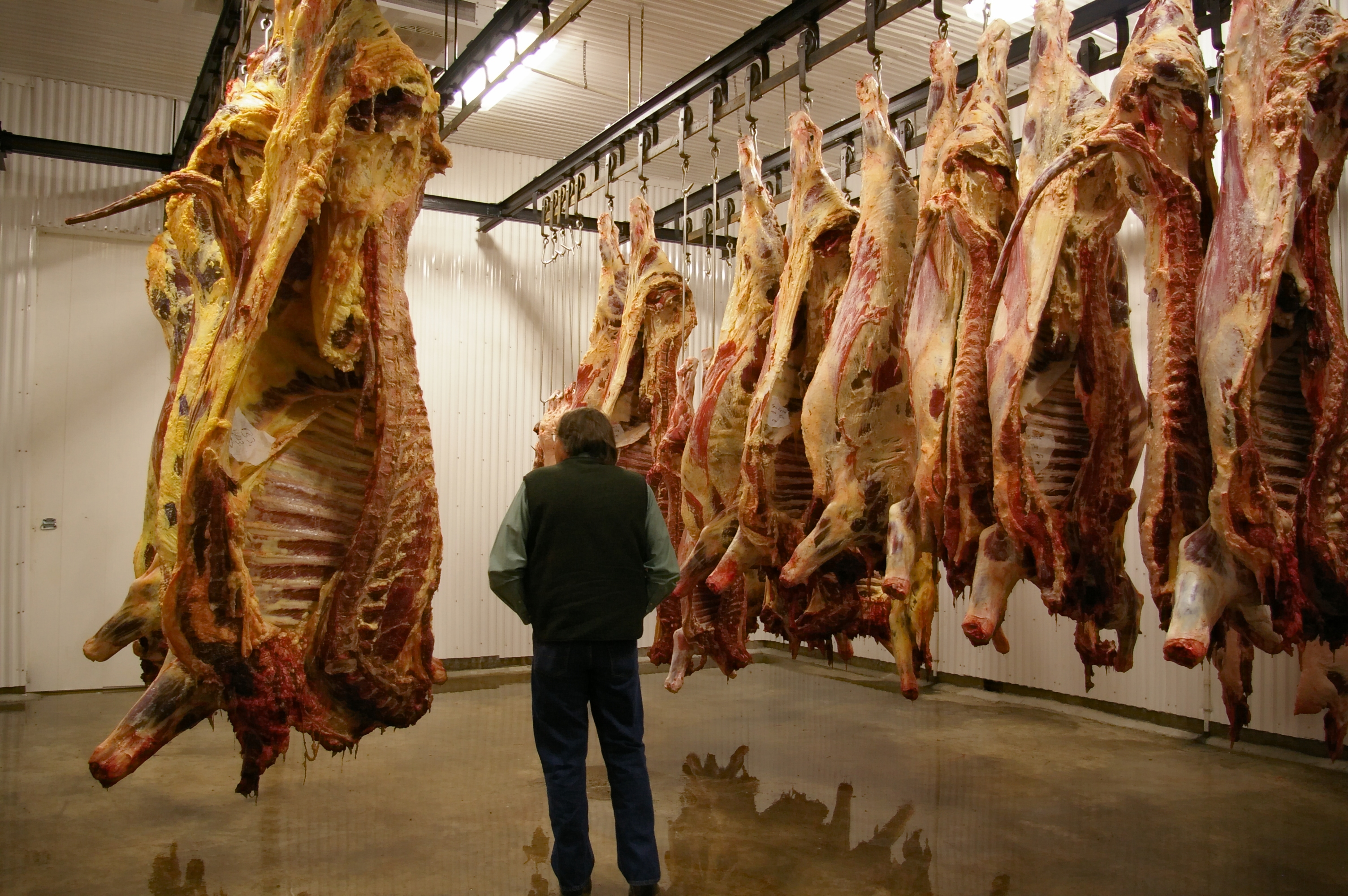
Abhängen von ganzen, ausgenommenen Schlachtrindern im „ersten“ von mehreren Kühlräumen eines Schlacht- und Fleischverarbeitungsbetriebs (links frisch geschlachtete Tiere, rechts am Vortag geschlachtete Tiere)

Als Fleischreifung (auch Abhängen) bezeichnet man das kontrollierte Lagern von rohem Fleisch, auch von ganzen, ausgenommenen Schlachttieren (inklusive Wildbret), um die Fleischqualität zu verbessern.

## Ziel der Fleischreifung

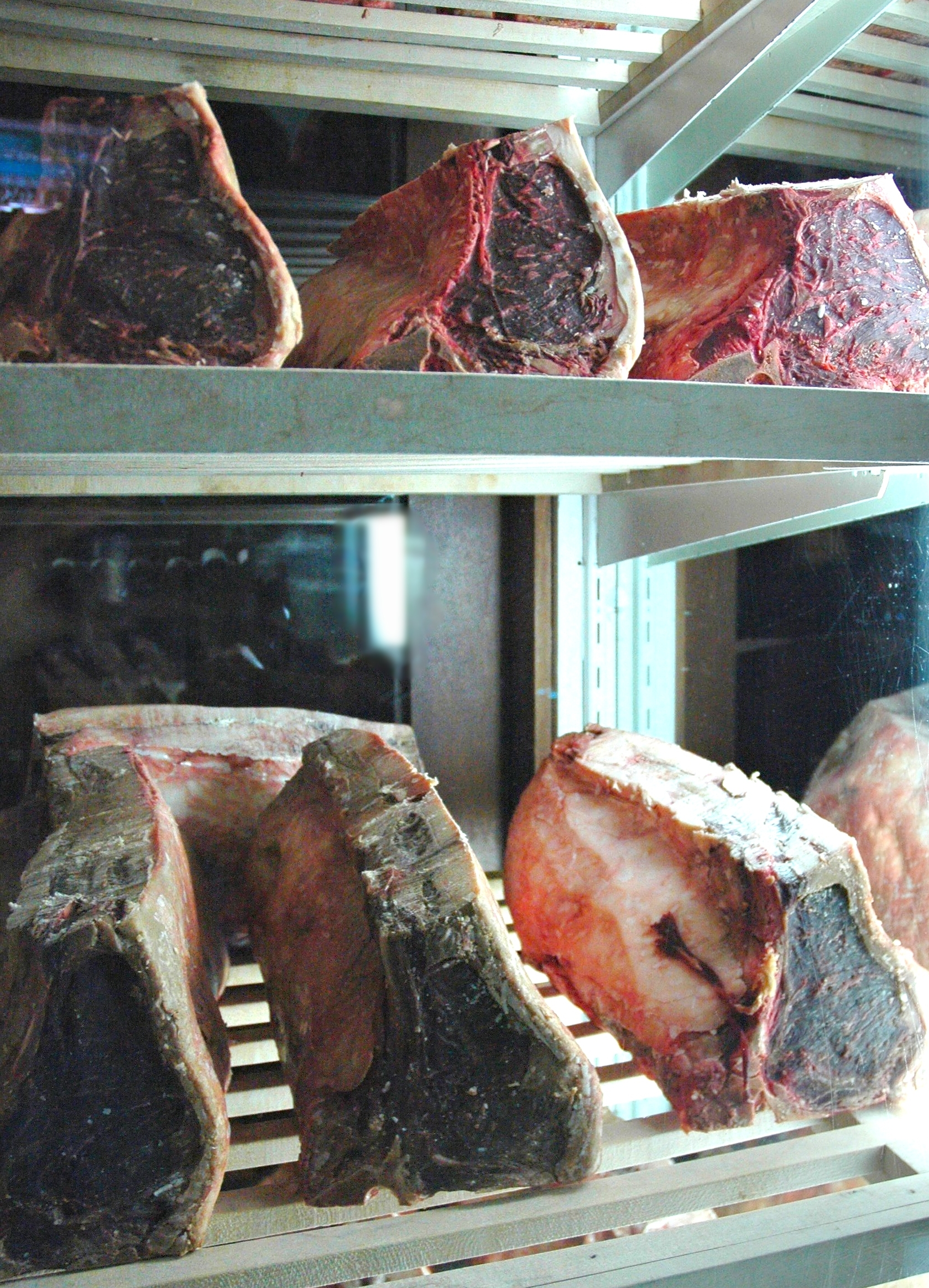
Trocken gereiftes Rindfleisch (Steakfleisch) mit mehrwöchiger Lagerungszeit („Dry-Aging“)

Als Fleischreifung bezeichnet man das kontrollierte Lagern von rohem Fleisch. Fleisch wird bald nach der Schlachtung zäh und hat dann wenig Geschmack. Erst durch eine fachgerechte Lagerung und Reifung wird es zart, aromatisch und bekömmlich. Hinreichend lang gereiftes Fleisch hat eine größere Wasserbindungsfähigkeit, es gart schneller und bleibt saftig. Die Fleischreifung spielt sich innerhalb der Muskelfasern ab und beginnt bereits beim Abkühlen des noch warmen Fleischs direkt nach der Schlachtung.

## Zwei Phasen der Fleischreifung
Unabhängig vom Reifeverfahren erfolgt der Prozess der Fleischreifung in zwei Phasen:

### Erste Phase der Fleischreifung
Nach der Schlachtung geht die weiche und schlaffe Muskulatur nach einiger Zeit in die Totenstarre über. Weil mit der Schlachtung die Blutversorgung und somit die Sauerstoffversorgung abbricht, verlaufen die Stoffwechselprozesse im Fleisch nun unter anaeroben Bedingungen. Der Zustand des Fleisches ist während der Totenstarre gekennzeichnet durch maximale Festigkeit und ein minimales Wasserbindevermögen. Würde man ein solches Stück Fleisch braten, wäre es sehr trocken und zäh, und hätte einen stark säuerlichen Geschmack: Es wäre quasi ungenießbar. Das in der Muskulatur befindliche Glykogen wird mit der Zeit zu Lactat abgebaut. Das dabei entstehende ATP (Adenosintriphosphat) sorgt dafür, dass die Muskelkontraktion nachlässt und das Fleisch langsam wieder weicher wird.

### Zweite Phase der Fleischreifung
Durch das entstandene Lactat (Salz der Milchsäure) ist der pH-Wert des Fleisches von über 7 während der Schlachtung auf unter 5,8 abgesunken. Freiwerdende Enzyme, z. B. Cathepsine und Calpaine, bewirken ein Auflösen der Muskelfaserstrukturen und sorgen somit für eine zunehmende Zartheit. Auch das Wasserbindevermögen nimmt während der zweiten Phase der Fleischreifung wieder zu. Je nach Fleischreifungsart wird der Reifeprozess nun am Knochen hängend oder in einer Vakuumverpackung eingeschweißt fortgesetzt.

## Arten der Fleischreifung

### Wet Aging (Reifung im Vakuumbeutel)
Die wohl gängigste Art der Fleischreifung ist das sogenannte „Wet aging“. Hierbei reift küchenfertiges, vakuumverpacktes Fleisch im Beutel weiter. Großer Vorteil dieser Reifeart ist, dass das Fleisch durch den Sauerstoffentzug besser vor Bakterien und Verderb geschützt und länger haltbar ist.

### Dry Aging (Trockenreifung)
In den letzten Jahren hat das im Prinzip älteste Verfahren der Fleischreifung wieder an Bedeutung gewonnen, das „Dry Aging“. Dank moderner Technik wird die Trockenreifung heute zumeist unter kontrollierten Bedingungen in Reifeschränken und -zellen mit einer steuerbaren Temperatur und Luftfeuchtigkeit durchgeführt. Durch die längere Reifedauer wird der Geschmack intensiviert und das Fleisch verliert an Gewicht.

### Dauer der Fleischreifung bei verschiedenen Tierarten
Die Dauer der Fleischreifung ist von der jeweiligen Tierart abhängig: Bei Geflügel und Schweinefleisch beträgt sie üblicherweise bis zu drei Tage, bei Kalbfleisch bis zu einer Woche, bei Wild und Rindfleisch eineinhalb bis zweieinhalb Wochen. In Deutschland ist aber durchaus auch fünf Wochen trocken gereiftes Rindfleisch erhältlich.